# 前川建築設計事務所
株式会社前川建築設計事務所（まえかわけんちくせっけいじむしょ）は日本の建築設計事務所。
起源は前川國男が興した建築設計事務所。

## 事務所概要
所在地:〒160-0003　東京都新宿区本塩町8番地
一級建築士事務所登録／東京都知事登録　第16680号

## 沿革
1935年10月1日、前川國男建築設計事務所設立。1947年、前川設計研究所（Mayekawa Institute of Design＝MID：ミド）の名で「前川國男建築設計事務所作品集」を、翌年「PLAN」1号と２号を発刊。1954年、建築設計の調査・国際協力・建物の貸与管理等に関する業務等を目的として株式会社ミド設計研究所を設立。設計競技や所員が持って来た仕事をMIDグループの名で発表。1954年に国立国会図書館競技設計、1956年福島県教育会館をてがける。
1957年に世田谷区庁舎と区民会館設計競技で設計者に選定された。 1969年2月「試案：合名会社ミド設計同人（仮称）」の報告書をまとめる。1974年の検討会成果として1976年10月1日（株）前川建築設計事務所を設立。12月31日をもって入所7年以上の所員は新会社に移行。1986年6月創設者前川が死去しその翌年に前川國男建築設計事務所を前川建築設計事務所に吸収合併。